# Der Mann aus Marseille
Der Mann aus Marseille (Originaltitel: La scoumoune) ist ein Gangsterfilm von José Giovanni mit Jean-Paul Belmondo in der Hauptrolle. Der Film feierte am 8. März 1973 in Deutschland seine Premiere.
Auf Video erschien er auch unter den Titeln Der Einzelgänger und Schlag auf Schlag.

## Handlung
Marseille 1934: Roberto Borgo will die Unschuld seines Freundes Xavier beweisen, der wegen Mordes im Gefängnis sitzt. Er versucht sich in die Kreise von Villanova einzuschleusen, der Xavier den Mord untergeschoben hat. Nachdem eine Zeugin erschossen wird, trifft sich Roberto mit Villanova und bringt diesen um. Er beseitigt die Leiche mit Hilfe des „Eleganten“ und dessen Kassierers. Von nun an übernimmt Roberto die Geschäfte von Villanova. Als ein Spanier, ein Freund Villanovas, auftaucht, plant dieser, Roberto zu beseitigen.
Doch der Spanier ist nicht dumm und erklärt, dass Roberto mit dem Mexikaner Migli eine Art Schutzengel besitze. Roberto, der sich unsicher fühlt, schickt den Kassierer aufs Land und übergibt Xaviers Schwester Georgia das Ruder über das Bordell. Doch es gibt neuen Ärger. Farbige Amerikaner versuchen das Rotlichtmilieu zu übernehmen und verwüsten die Bordelle. Roberto nimmt sich ihrer an und liefert sich ein Pistolenduell mit den Männern. Dabei wird er verletzt und kommt ins Gefängnis.
Er schafft es, in das Gefängnis, in dem auch Xavier weilt, überstellt zu werden. Xavier hat sich einigen Ärger eingefangen und sitzt in Einzelhaft. Roberto kann ihn jedoch aus der Einzelhaft bringen und gemeinsam schmieden sie nun einen Ausbruchsplan. 1940 tritt Frankreich
in den Zweiten Weltkrieg ein und beide melden sich freiwillig. Ihre Rechnung geht jedoch nicht auf und Roberto übermittelt daher Georgia, dass sie ihm eine Pistole ins Gefängnis schmuggeln soll. Als der Gefängnislieferant Dubois, der ohne sein Wissen die Pistole stückchenweise ins Gefängnis geschmuggelt hat, verhaftet wird, scheitert der Plan.
Migli und Georgia versuchen mit Hilfe der Résistance Roberto und Xavier zu befreien, was aber daran scheitert, dass Migli an der Mauer ertappt und erschossen wird. Als der Krieg zu Ende ist, nehmen Roberto und Xavier die Möglichkeit wahr, durch Minenentfernungsarbeiten ihre Strafe erlassen zu bekommen. Bei dieser Arbeit verliert Xavier einen Arm und Roberto kehrt mit ihm ins Rotlichtmilieu nach Marseille zurück. Dort arbeitet er jetzt als Problemlöser, der die Casinobesitzer vor Übergriffen schützt. Er zwingt schließlich die neuen Besitzer seines früheren Casinos, ihm das Geschäft abzutreten. Als eine Gangsterbande Georgia und Xavier überfällt, kommt es zu einem tödlichen Schusswechsel. Xavier stirbt und Georgia kommt schwerverletzt ins Krankenhaus. Roberto bleibt nichts anderes übrig, als sich mit den Auftraggebern des Überfalls zu treffen.

## Kritiken
„Vordergründiger Gangsterfilm mit vielen Längen“, befand das Lexikon des internationalen Films.

## Synchronisation
| Rolle           | Darsteller         | Synchronsprecher   |
| --------------- | ------------------ | ------------------ |
| Roberto Borgo   | Jean-Paul Belmondo | Peer Schmidt       |
| Georgia Saratov | Claudia Cardinale  | Heidi Treutler     |
| Xavier Saratov  | Michel Constantin  | Claus Biederstaedt |
| Gangster        | Gérard Depardieu   | Thomas Danneberg   |